# HMS Ramillies (1915)
HMS Ramillies (07) (ЕВК «Рэмиллис» — последний в серии из пяти британских линкоров типа «Ривендж». Был назван в честь Битвы при Рамильи. Корабль известен тем, что служил во время обеих мировых войн. Несмотря на свой возраст, линкор вел активные боевые действия в течение Второй мировой войны: участвовал в эскортировании конвоев, участвовал в операции против линкора «Бисмарк» и поддерживал союзнические войска огнём орудий ГК, бомбардируя вражеские позиции в Нормандии.

## История

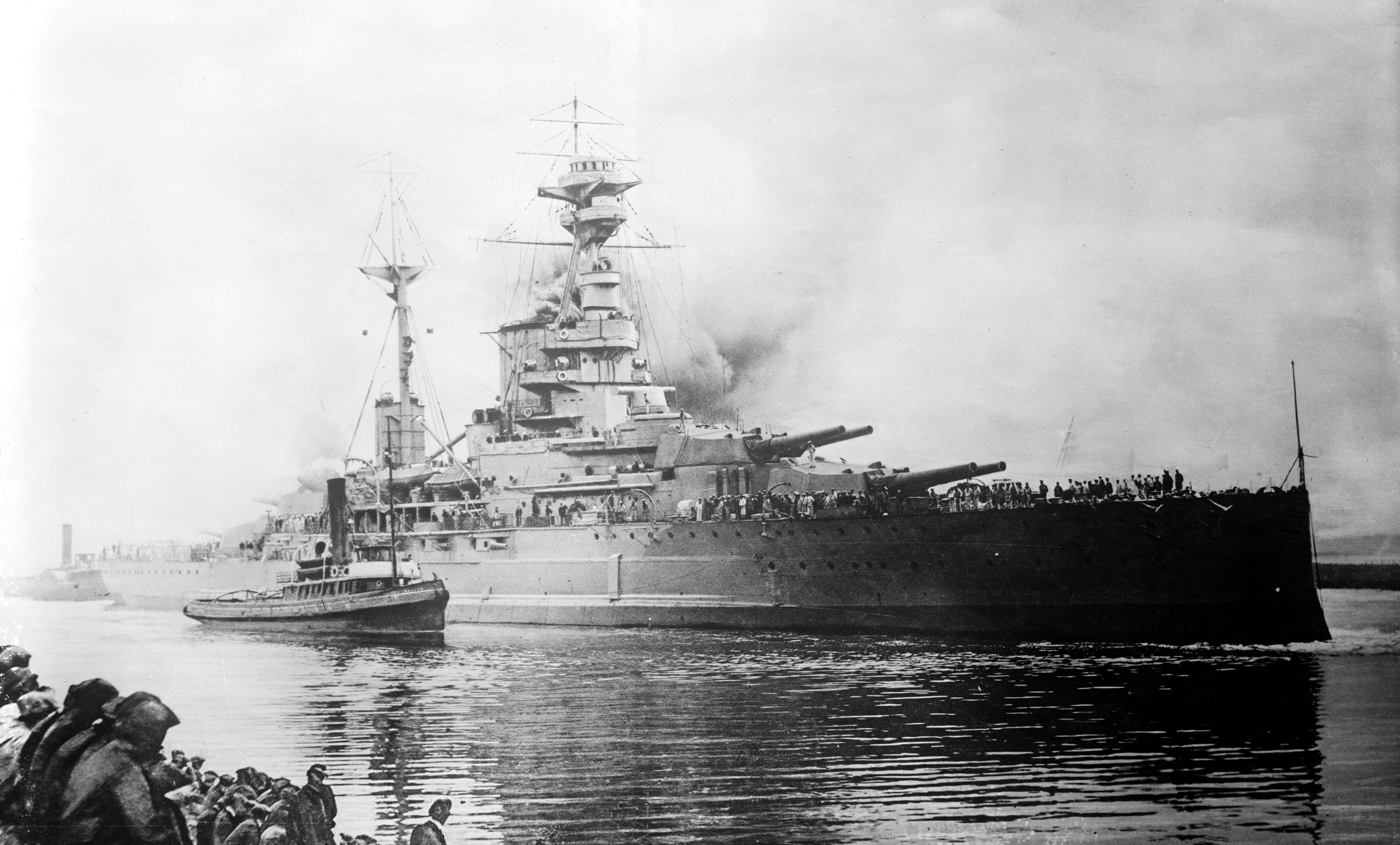
HMS Ramillies (1915)

Корабль вступил в строй в ноябре 1917 года, но в боевых операциях первой мировой войны активного участия не принимал ввиду большой активности германских подводных лодок. В апреле 1918 года он выходил в море в составе отряда охранения крупного морского конвоя, шедшего в Норвегию. 
После окончания войны находился в составе Атлантического флота, в 1920 году передан на Средиземноморский флот. В составе отрядов британских кораблей заходил для поддержки британских войск в порты Турции во время греко-турецкой войны 1919—1922 годов (в ходе её британские войска оккупировали ряд турецких портов, включая Стамбул) и России во время гражданской войны в России. В начале 1921 года корабль заходил в порты Грузии. В том же году у Измита был обстрелян турецкими войсками, когда поддерживал действия греческой армии, и открывал по туркам ответный огонь. После окончания войны в 1922 году вернулся в Алтантический флот. 
В 1926—1927 и в 1932—1934 годах прошёл капитальный ремонт. Ходил к берегам Палестины для поддержки британских войск во время очередного кризиса в этой колонии в 1929 году. В 1930 году сел на мель у Мальты, а в 1935 году столкнулся в Ла-Манше с немецким пароходом. С 1936 года использовался как учебный корабль. В 1939 году корабль передали на Средиземноморский флот.

## Участие во Второй мировой войне

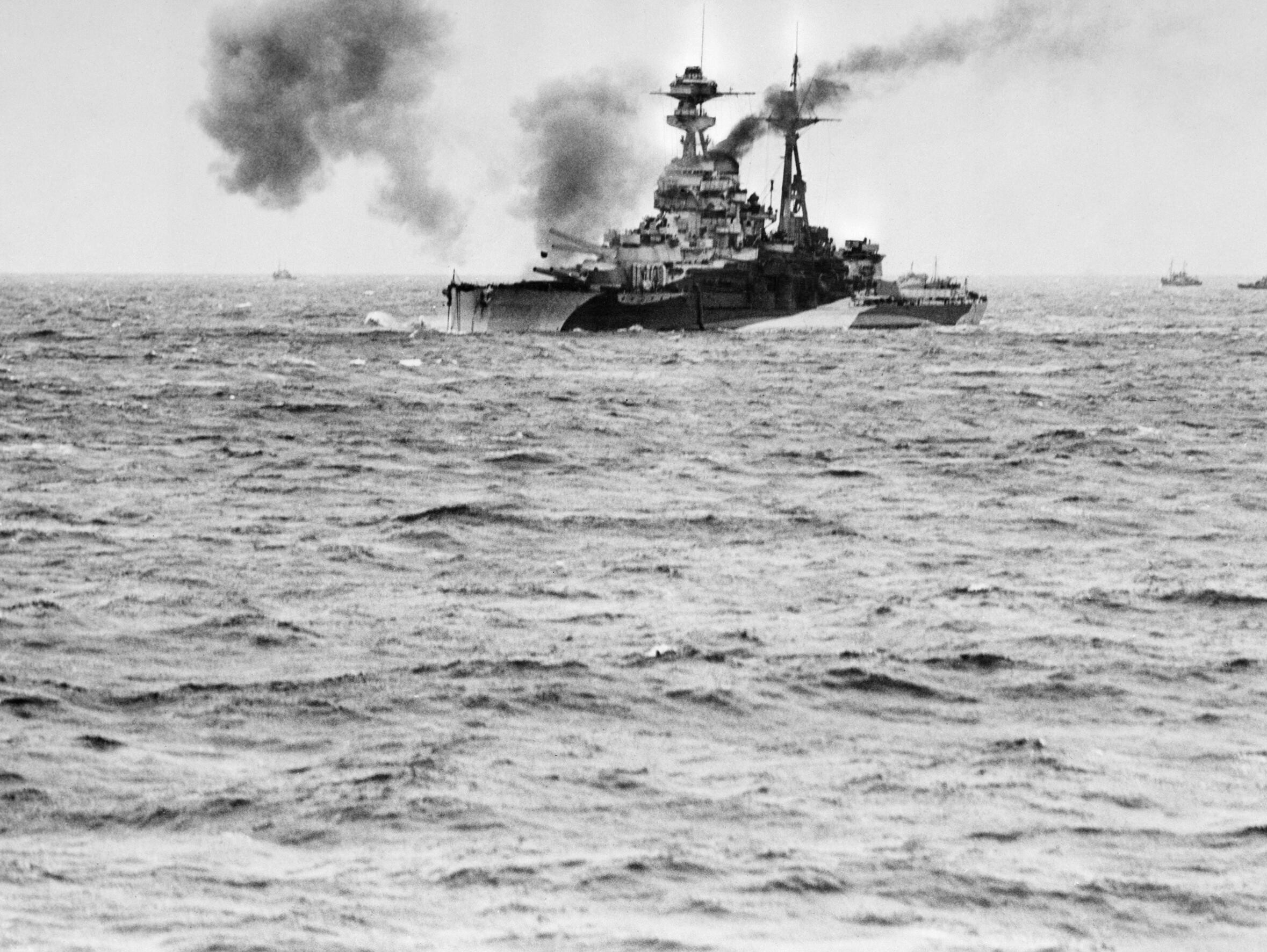
HMS Ramillies в «судный день» (6 июня 1944)

Война застала линкор в порту Александрии. В ноябре 1939 года вышел в Аравийское море для поиска германских рейдеров, затем прибыл в Новую Зеландию и возглавил отряд охранения большого конвоя, перевозившего новозеландский экспедиционный корпус в Северную Африку. В мае 1940 года вернулся на Средиземное море, где участвовал в операциях против итальянского флота, сопровождал конвои на Мальту, обстреливал цели на побережье Италии. В декабре 1940 года вернулся в Англию. Весь 1941 год участвовал в охране Атлантических конвоев, но встреч с противником не имел. Привлекался к операции по уничтожению германского линкора «Бисмарк», но непосредственно в бою с ним не участвовал. 16 августа 1941 года корабль посетил премьер-министр Уинстон Черчилль. В декабре 1941 года передан в состав Восточного флота (главная база — Коломбо, Цейлон). 
В мае 1942 года направлен на поддержку французских войск во время битвы за Мадагаскар. Там 29 мая 1942 года две японские сверхмалые подводные лодки торпедировали «Рэмиллис» двумя торпедами, которые поразили линкор под башней А. После ремонта в Дурбане, корабль вернулся в строй летом 1943 года.
С июля по декабрь 1943 года базировался в Восточной Африке, обеспечивая союзные конвои по Индийскому океану, затем вернулся в Англию. Прошёл модернизацию для значительного усиления зенитной артиллерии, после чего принял участие в операции «Оверлорд» в качестве корабля артиллерийской поддержки. В первый же день операции подвергся атаке немецких эсминцев, рядом с кораблём прошли 4 торпеды. Несколько дней курсировал у плацдарма, ведя интенсивный огонь (только крупнокалиберная артиллерия корабля выпустила свыше 1000 снарядов). Во время операции на борту находился советский представитель Н. М. Соболев (будущий контр-адмирал), оставивший об этом событии свои воспоминания. В августе 1944 года вновь поддерживал высадку десантов в ходе Южно-французской операции. После её завершения вернулся в Англию и более в боевых операциях не участвовал.

## Завершение карьеры
«Рэмиллис» был выведен в запас 31 января 1945 в Портсмуте и в дальнейшем использовался в качестве жилого блокшива. С 1945 до 1946 командиром линкора был Джон Эджертон Брум. «Рэмиллис» был списан в 1946 и продан для разделки на металл в 1949 году. Одно из 15-дюймовых (381-миллиметровых) орудий «Рэмиллиса» было сохранено и экспонируется в Имперском военном музее в Лондоне. Судовой колокол хранится в Военно-морском Запасном Подразделении в Гамильтоне (Онтарио, Канада).